# Monte Paschi Eroica 2007
La 1re édition du Monte Paschi Eroica s'est déroulée le 9 octobre 2007, en Italie, sur les routes de terres de Toscane.

## Présentation

### Équipes
On retrouve un total de 14 équipes au départ, cinq faisant partie des ProTeams, la première division mondiale, et les neuf autres des équipes continentales professionnelles, la seconde division mondiale.
| ProTeams (5)- CSC - Saunier Duval-Prodir - Liquigas - Lampre-Fondital - Team Milram Équipes continentales professionnelles (9)- Ceramica Flaminia - LPR - Tenax-Menikini - Tinkoff Credit Systems - Acqua & Sapone-Caffè Mokambo - Barloworld - Ceramica Panaria-Navigare - Serramenti PVC Diquigiovanni - OTC Doors-Lauretana |
| |

## Classements

### Classement de la course
| \| Classement général \| Classement général \| Classement général \| Classement général \| Classement général \| \| Coureur \| Coureur \| Pays \| Équipe \| Temps \| \| ------------------ \| ---------------------- \| ------------------ \| ------------------------------ \| ------------------ \| \| 1er \| Alexandr Kolobnev \| Russie \| CSC \| 4 h 42 min 10 s \| \| 2e \| Marcus Ljungqvist \| Suède \| CSC \| + 3 s \| \| 3e \| Mikhaylo Khalilov \| Ukraine \| Ceramica Flaminia \| + 39 s \| \| 4e \| Manuele Mori \| Italie \| Saunier Duval-Prodir \| + 39 s \| \| 5e \| José Enrique Gutiérrez \| Espagne \| LPR \| + 45 s \| \| 6e \| José Alberto Benítez \| Espagne \| Saunier Duval-Prodir \| + 55 s \| \| 7e \| Jure Golčer \| Slovénie \| Tenax-Menikini \| + 58 s \| \| 8e \| Ricardo Serrano \| Espagne \| Tinkoff Credit Systems \| + 3 min 51 s \| \| 9e \| Giairo Ermeti \| Italie \| Tenax-Menikini \| + 4 min 20 s \| \| 10e \| Manuele Spadi \| Italie \| Ceramica Flaminia \| + 4 min 22 s \| \| 11e \| Simone Masciarelli \| Italie \| Acqua & Sapone - Caffè Mokambo \| + 4 min 25 s \| \| 12e \| Gilberto Simoni \| Italie \| Saunier Duval-Prodir \| + 6 min 02 s \| \| 13e \| Filippo Pozzato \| Italie \| Liquigas \| + 6 min 46 s \| \| 14e \| Jesús del Nero \| Espagne \| Saunier Duval-Prodir \| + 6 min 46 s \| \| 15e \| Kurt Asle Arvesen \| Norvège \| CSC \| + 6 min 46 s \| \| 16e \| Alessandro Ballan \| Italie \| Lampre-Fondital \| + 6 min 46 s \| \| 17e \| Miculà Dematteis \| Italie \| Tenax-Menikini \| + 6 min 46 s \| \| 18e \| Hugo Sabido \| Portugal \| Barloworld \| + 6 min 46 s \| \| 19e \| Riccardo Chiarini \| Italie \| LPR \| + 6 min 46 s \| \| 20e \| Moisés Aldape \| Mexique \| Ceramica Panaria-Navigare \| + 6 min 46 s \| |                        |          |                                |                 |
| |                        |          |                                |                 |
| |                        |          |                                |                 |
| Classement général |                        |          |                                |                 |
| Coureur | Coureur                | Pays     | Équipe                         | Temps           |
| 1er | Alexandr Kolobnev      | Russie   | CSC                            | 4 h 42 min 10 s |
| 2e | Marcus Ljungqvist      | Suède    | CSC                            | + 3 s           |
| 3e | Mikhaylo Khalilov      | Ukraine  | Ceramica Flaminia              | + 39 s          |
| 4e | Manuele Mori           | Italie   | Saunier Duval-Prodir           | + 39 s          |
| 5e | José Enrique Gutiérrez | Espagne  | LPR                            | + 45 s          |
| 6e | José Alberto Benítez   | Espagne  | Saunier Duval-Prodir           | + 55 s          |
| 7e | Jure Golčer            | Slovénie | Tenax-Menikini                 | + 58 s          |
| 8e | Ricardo Serrano        | Espagne  | Tinkoff Credit Systems         | + 3 min 51 s    |
| 9e | Giairo Ermeti          | Italie   | Tenax-Menikini                 | + 4 min 20 s    |
| 10e | Manuele Spadi          | Italie   | Ceramica Flaminia              | + 4 min 22 s    |
| 11e | Simone Masciarelli     | Italie   | Acqua & Sapone - Caffè Mokambo | + 4 min 25 s    |
| 12e | Gilberto Simoni        | Italie   | Saunier Duval-Prodir           | + 6 min 02 s    |
| 13e | Filippo Pozzato        | Italie   | Liquigas                       | + 6 min 46 s    |
| 14e | Jesús del Nero         | Espagne  | Saunier Duval-Prodir           | + 6 min 46 s    |
| 15e | Kurt Asle Arvesen      | Norvège  | CSC                            | + 6 min 46 s    |
| 16e | Alessandro Ballan      | Italie   | Lampre-Fondital                | + 6 min 46 s    |
| 17e | Miculà Dematteis       | Italie   | Tenax-Menikini                 | + 6 min 46 s    |
| 18e | Hugo Sabido            | Portugal | Barloworld                     | + 6 min 46 s    |
| 19e | Riccardo Chiarini      | Italie   | LPR                            | + 6 min 46 s    |
| 20e | Moisés Aldape          | Mexique  | Ceramica Panaria-Navigare      | + 6 min 46 s    |